# Kees Hudig
Cornelis Johannes (Kees) Hudig (Eku (Nigeria), 21 december 1962) is een Nederlands publicist, activist en andersglobalist. Kees Hudig is ook bekend onder de krakersnaam Kees Stad.

## Loopbaan
Van 1980 tot 1982 studeerde Hudig politieke wetenschappen aan de Universiteit van Amsterdam. Hij is actief in de actiewereld en werd in 1984 redacteur van het krakersblad Bluf! In 1989 richtte hij de alternatieve uitgeverij Ravijn op. In 2000 trad hij in dienst bij het XminY Solidariteitsfonds, een organisatie die zich op basisniveau inzet voor structurele economische, politieke en maatschappelijke veranderingen. Hudig is eveneens betrokken bij de andersglobalistische beweging.
Hudig is ook bekend van taartenbrigade Banketbakkers zonder grenzen. In oktober 2000 werd Amsterdams wethouder van Economische Zaken, Pauline Krikke door deze brigade getaart.